# La carretera de Volokolamsk
La carretera de Volokolamsk (título original en ruso: Волоколамское шоссе) es una novela escrita por el periodista y corresponsal de guerra Aleksandr Bek, publicada en ruso en 1944, con traducciones posteriores al inglés, hebreo, español, chino, alemán y muchos otros idiomas durante las décadas de 1940 y 1950. La novela, basada en hechos reales ocurridos en octubre de 1941, durante la Batalla de Moscú, describe la lucha defensiva durante varios días por parte de un solo batallón de la 316.ª División de Fusileros contra elementos del Grupo de Ejércitos Centro alemán. Tanto por su realismo como por sus consejos prácticos sobre las tácticas de infantería en la guerra moderna, La carretera de Volokolamsk se convirtió en una lectura estándar para los oficiales subalternos en el Ejército Rojo y más tarde del Ejército soviético, las Fuerzas de Defensa de Israel, y la mayoría de los movimientos socialistas y revolucionarios durante la última parte del siglo XX.

## Creación e inspiración
Después de un breve período de servicio como voluntario en la 8.ª División de Fusileros Voluntarios (Krasnaya Presnya), Bek, que ya tenía una reputación establecida como escritor, fue reasignado como corresponsal de guerra. En marzo de 1942, se incorporó a la antigua 316.ª División de Fusileros (actualmente la 8.ª División Motorizada de Fusileros «Panfilov» de la Guardia), donde conoció al entonces capitán Baurdzhán Momish-Ulí. A Bek le habían hablado de la conducta heroica de Momish-ulí como teniente mayor al mando del 1.er Batallón del 1077.º Regimiento de Fusileros en las batallas de octubre ante Moscú. Bek vio esto como la base de una novela ligeramente ficticia para conmemorar a los defensores de la capital soviética. inicialmente, Momish-ulí se mostró muy reacio a cooperar, pero finalmente contó su historia y Bek capturó su renuencia en la novela. Después de leer la novela, Momish-ulí desaprobó enérgicamente el libro de Bek, que afirmó que era una descripción poco realista de los hechos, y criticó al autor sin descanso durante el resto de su vida. Más tarde escribió su propia serie de libros para contar la historia desde su perspectiva.

## Argumento
La estructura de la novela es como una entrevista entre un corresponsal de guerra y el comandante del batallón. El párrafo inicial es el siguiente:

En este libro yo soy meramente el escriba fiel y consciente. Está es la historia del libro.

El resto de la novela está narrado casi en su totalidad en primera persona por Momish-Ulí y consta de dos partes.
Primera parte comienza con Momish-Ulí y el corresponsal negociando los términos de su colaboración. Momish-ulí luego relata la llegada del batallón a lo largo del río Ruza al oeste de Moscú en octubre de 1941. Para combatir el miedo entre sus hombres, se ve en la necesidad de ordenar la ejecución de un sargento que ha desertado de primera línea y se pegó un tiro en la mano. Al día siguiente pasa a tratar de convencer a sus hombres de que su deber no es morir por su país, sino hacer que sus enemigos mueran por el suyo. El comandante de la división Iván Panfílov llega a la posición del batallón el 13 de octubre. Señala que, si bien las posiciones defensivas del batallón son buenas, Momish-ulí no ha previsto acciones ofensivas en la tierra de nadie entre el río Ruza y los alemanes. Luego, un grupo de hombres escogidos organiza con éxito una profunda incursión nocturna contra una aldea controlada por los alemanes, lo que eleva la moral de todo el batallón.
La historia se remonta entonces a julio. La división se está organizando cerca de Alma-Ata, a partir de soldados y oficiales procedentes de Kazajistán (como Momish-ulí ) y Kirguistán. El resto de la primera parte de la novela describe la formación y el entrenamiento de la división, la creciente relación personal entre Momish-Ulí y Panfilov, y los buenos consejos que el primero recibe del segundo.
Segunda parte comienza con el batallón fuertemente atrincherado a lo largo del río Ruza, intentando cubrir un sector de 8 km de ancho. Otros sectores están siendo atacados por tanques alemanes. Panfílov visita durante una hora y convence a Momish-ulí de que envíe dos pelotones a tierra de nadie para establecer posiciones de avanzada a lo largo de las dos carreteras que conducen a su sector, y describe cómo deben retroceder a la posición principal. Un pelotón tiene mucho éxito en esta operación, pero el segundo huye después de su primer encuentro con el enemigo.
El 23 de octubre, la posición principal soviética es atacada, con un intenso bombardeo de artillería dirigido por un avión de reconocimiento. Gran parte del bombardeo cae en posiciones simuladas y el batallón sufre pocas bajas. Justo cuando la infantería alemana está a punto de atacar, el observador de la artillería rusa es herido por los proyectiles alemanes y Momish-Ulí (que es un exartillero) toma el control y dirige el fuego de los ocho cañones que apoyan a su batallón desde el campanario de una iglesia. Este fuego detiene el ataque alemán.
Al final del día, Momish-Ulí se entera de que los alemanes del norte han penetrado en el frente y que el batallón acantonado al sur de su posición ha sido derrotado; se enfrenta al cerco. Ayuda a liderar un contraataque hacia el norte y luego ordena una retirada hacia el este hasta un bosque. Después, se le presentan 87 rezagados del batallón del sur. Al principio no quiere tener nada que ver con ellos, ya que ya habían huido una vez. Por lo que, decide ponerlos a prueba, llevándolos a un contraataque nocturno contra los alemanes en el pueblo que han capturado justo al este del río Ruza. Para su sorpresa, los 87 lo siguen y se redimen matando alemanes, destruyendo gran parte de su equipo y quemando el puente sobre el río. Luego les da la bienvenida para que se unan a su batallón. Además, les ordena recuperar sus cañones de 76 mm, lo que retrasa la retirada del resto del batallón, casi fatalmente. Al final, Momish-Ulí diseña una táctica para permitir que todo su grupo de combate escape del cerco, rompiendo las líneas de las fuerzas alemanas empantanadas en el barro, y las tropas soviéticas se reincorporan a la división en Volokolamsk, con la aprobación del general Panfilov.

## Impacto de la novela
Bek escribió dos secuelas, Several Days y General Panfilov's Reserve. La serie completa ganó reconocimiento internacional, así como soviético. Publicado en hebreo en 1946, La carretera de Volokolamsk «tenía un estatus casi de culto en el Palmach y más tarde en el ejército israelí» según el investigador de medios Yuval Shachal, y se convirtió en un manual táctico estándar en las Fuerzas de Defensa de Israel. Inspirado en la novela, el futuro jefe del Estado Mayor israelí, Motta Gur, una vez realizó una «pase de lista de Panfílov» para dos soldados que desertaron de su compañía cuando él era un oficial joven, avergonzándolos frente a las otras tropas; escribió que era una práctica común en las FDI en ese momento.
En 2005, el político israelí Ehud Barak dijo que «nosotros, como jóvenes oficiales, nos criamos con Momyshuly». La carretera Volokolamsk también fue muy popular en Cuba. Fidel Castro le dijo al periodista Norberto Fuentes que «la idea de usar el amor a la Patria para convencer a la gente de que me apoye, me vino después de leer la novela». La novela era muy conocida entre los miembros de las Fuerzas Armadas Revolucionarias de Cuba; en 1961, Raúl Castro le dijo a un periodista que todo comandante de regimiento estaba «obligado a tener una copia». En la aclamada novela de Jesús Díaz de 1987 Las iniciales de la tierra, el protagonista cita el libro de Bek como una gran influencia en su vida. La novela también se incluyó en la lista de «lectura obligatoria» para miembros del personal del Partido Comunista de China y del Ejército Popular de Liberación. El 27 de junio de 1963, el Ministerio de Defensa Nacional de Alemania Oriental emitió su Orden núm. 50/63 - redactado por iniciativa de Walter Ulbricht -—que introdujo la novela como parte del programa de educación política para los soldados del Ejército Popular Nacional—. En la historia oficial del EPN, el historiador, el mayor general Reinhard Brühl, la había citado por tener una gran influencia en los soldados.